# Munizipalität Terdschola
Die Munizipalität Terdschola (georgisch თერჯოლის მუნიციპალიტეტი, Terdscholis munizipaliteti)  ist eine Verwaltungseinheit (etwa entsprechend einem Landkreis) in der Region Imeretien im zentralen Teil Georgiens.

## Geographie
Verwaltungszentrum der Munizipalität ist die namensgebende Kleinstadt Terdschola. Die 357 km² große Munizipalität wird im Norden von der Munizipalität Tqibuli, im Osten von der Munizipalität Tschiatura, im Süden von der Munizipalität Sestaponi, im Südwesten auf einem kurzen Abschnitt von der Munizipalität Baghdati und im Westen vom Territorium der regionsunterstellten Stadt  Kutaissi begrenzt, alle ebenfalls in Imeretien.
Die Munizipalität nimmt das Hügelland ein, das die Imeretische Tiefebene im Nordosten begrenzt und von gut 100 m über dem Meeresspiegel im Südwesten zunächst allmählich auf über 400 m im Norden und Nordosten ansteigt; die Nordgrenze bildet ein sich relativ steil über die Ebene erhebender Bergzug, der im äußersten Nordosten der Munizipalität eine Höhe von 1037 m erreicht. 
Die Süd- und Ostgrenze der Munizipalität markieren auf weiten Abschnitten der Fluss Qwirila, dessen rechter Nebenfluss Tscholaburi sowie dessen linker Quellfluss Budscha, die Westgrenze der rechte Qwirila-Nebenfluss Zqalzitela. Durch das Gebiet verlaufen die rechten Qwirila-Nebenflüsse Dsewri und Tschchari sowie der rechte Tscholaburi-Quellfluss Dsussa.

## Bevölkerung und Verwaltungsgliederung
Die Einwohnerzahl beträgt 31.400 (Stand: 2021). Bis 2014 war die Einwohnerzahl mit 35.563 gegenüber der vorangegangenen Volkszählung (45.496 Einwohner 2002) um mehr als ein Fünftel gesunken, leicht über dem Landesdurchschnitt. Zuvor war die Bevölkerung bereits seit einem starken Anstieg bis in die 1950er-Jahre annähernd stabil.
Bevölkerungsentwicklung
Anmerkung: Volkszählungsdaten

Die Bevölkerung ist fast monoethnisch georgisch (etwa 99,7 %); daneben gibt es eine kleine Zahl von Russen und Armeniern (Stand 2014).
Die größten Ortschaften neben Terdschola (4644 Einwohner) sind mit jeweils über 1500 Einwohnern die Dörfer Ghwankiti, Kweda Simoneti und Tschognari (2014).
Die Munizipalität gliedert sich in den eigenständigen Hauptort Terdschola sowie 18 Gemeinden (georgisch temi, თემი beziehungsweise bei nur einer Ortschaft einfach „Dorf“, georgisch sopeli, სოფელი) mit insgesamt 45 Ortschaften:
| Gemeinde          | Anzahl Ortschaften | Einwohner (2014) |
| ----------------- | ------------------ | ---------------- |
| Achali Terdschola | 2                  | 1348             |
| Alissubani        | 5                  | 2110             |
| Bardubani         | 2                  | 1416             |
| Dsewri            | 3                  | 1442             |
| Ezeri             | 2                  | 1457             |
| Ghwankiti         | 1                  | 1968             |
| Godogani          | 4                  | 2193             |
| Gogni             | 1                  | 448              |
| Kwachtschiri      | 3                  | 2102             |
| Kweda Simoneti    | 1                  | 2027             |
| Nachschirghele    | 2                  | 1759             |
| Rupoti            | 2                  | 2036             |
| Seda Sasano       | 6                  | 2838             |
| Seda Simoneti     | 1                  | 1349             |
| Siktarwa          | 2                  | 1725             |
| Tschchari         | 2                  | 1211             |
| Tschognari        | 1                  | 1551             |
| Tusi              | 5                  | 1939             |

## Geschichte
Das Gebiet gehörte seit dem Zerfall des Königreiches Georgien im 15. Jahrhundert bis in das 19. Jahrhundert faktisch durchgehend zum Königreich Imeretien. Während der Zugehörigkeit Georgiens zum Russischen Reich lag es in den Ujesden Kutais und Schorapani des Gouvernements Kutais, zu denen es bis in die Anfangsjahre der Sowjetunion gehörte.
1930 wurde etwa in den heutigen Grenzen der nach dem Fluss und den gleichnamigen, etwa 8 km nördlich von Terdschola gelegenen Dorf benannte neue Rajon Tschchari ausgewiesen. 1950 wurde der Verwaltungssitz nach Terdschola verlegt und der Rajon entsprechend umbenannt. Nach der Unabhängigkeit Georgiens wurde der Rajon Terdschola 1995 der neu gebildeten Region Imeretien zugeordnet und 2006 in eine Munizipalität umgebildet.

## Verkehr
Durch den Südteil der Munizipalität, einige Kilometer südlich am Verwaltungssitz Terdschola vorbei, führt die internationale Fernstraße S1 (ს1) von Tiflis zur russischen beziehungsweise abchasischen Grenze (auf diesem Abschnitt zugleich Europastraße 60). Von dieser abzweigend durch Terdschola und weiter in den nördlich benachbarten Munizipalitätssitz Tqibuli verläuft die Nationalstraße Sch19 (შ19). Von der Sch19 zweigt nördlich von Terdschola die Sch102 (შ102) ins östlich gelegene Tschiatura ab. Im Westen der Munizipalität sind die alte Trasse der S1 und die Nationalstraße Sch108 (შ108) Zubringer zwischen der neuen, dort zur Autobahn ausgebauten S1 und dem Zentrum der Großstadt Kutaissi.
Die Bahnstrecke Poti – Tiflis (– Baku) verläuft überwiegend wenig außerhalb der Munizipalitätsgrenze am linken Ufer von Qwirila und Tscholaburi; dort befindet sich auch die der Stadt Terdschola nächstgelegene Bahnstation Argweta gut sieben Straßenkilometer südlich der Stadt in Richtung Sestaponi.